# Resolutie 315 Veiligheidsraad Verenigde Naties
Resolutie 315 van de Veiligheidsraad van de Verenigde Naties werd bijna unaniem aangenomen op de 1646ste
vergadering van de Raad op 15 juni 1972. China onthield zich van stemming.

## Achtergrond
In 1964 hadden de VN de UNFICYP-vredesmacht op Cyprus gestationeerd na het geweld tussen de twee bevolkingsgroepen op het eiland. Deze was tien jaar later nog steeds aanwezig toen er opnieuw geweld uitbrak nadat Griekenland een staatsgreep probeerde te plegen en Turkije het noorden van het eiland bezette.

## Inhoud
De Veiligheidsraad merkte op dat de secretaris-generaal, in zijn rapport van 6 mei 1972, een vredesmacht onder de huidige omstandigheden nog steeds noodzakelijk vond. Voorts werd opgemerkt dat de regering van Cyprus de VN-vredesmacht noodzakelijk vond.
De Veiligheidsraad merkte, in recente rapporten, de situatie op het eiland op;
De Veiligheidsraad bevestigde de resoluties 186, 187, 192, 194, 198, 201, 206, 207, 219, 220, 222, 231, 244, 247, 254, 261, 266, 274, 281, 291, 293 en 305. Ook werd de consensus bevestigd die was uitgedrukt door de president van de 1143ste en 1383ste vergadering;
De betrokken partijen werden opgeroepen om terughoudend te handelen, naar de resoluties van de VN-veiligheidsraad.
De Veiligheidsraad verlengde de aanwezigheid van VN-vredestroepen in Cyprus, resolutie 186 (1964), met zes maanden, eindigend op 15 december 1972, in de verwachting dat er tegen die tijd voldoende zou zijn toegewerkt naar een eindoplossing zodat de macht zou kunnen worden opgeheven of aanzienlijk verminderd.

## Verwante resoluties
- Resolutie 324 Veiligheidsraad Verenigde Naties
- Resolutie 334 Veiligheidsraad Verenigde Naties

Lijst ·  308 ·  309 ·  310 ·  311 ·  312 ·  313 ·  314 ·  315 ·  316 ·  317 ·  318 ·  319 ·  320 ·  321 ·  322 ·  323 ·  324